# Sant'Angelo dei Lombardi
Sant'Angelo dei Lombardi è un comune italiano di 3 753 abitanti della provincia di Avellino in Campania.

## Geografia fisica

### Clima
- Classificazione climatica: zona E, 2385 GR/G

## Storia

### Medioevo ed epoca moderna
Il paese, costruito dai Longobardi, acquisì importanza durante il dominio angioino nel XIII secolo, con l'acquisizione di grandi poteri della sua abbazia. Nei secoli successivi il feudo passò ai Lombardi che ne hanno tuttora la proprietà. Particolare prestigio, Sant'Angelo godette nel 1432. Nel 1706 venne costituita la diocesi. Nel quadriennio 1743-46 il suo territorio fu soggetto alla giurisdizione del regio consolato di commercio di Ariano, nell'ambito della provincia di Principato Ultra. Nell'800 il popolo partecipò ai moti risorgimentali, e il centro fu sede di confraternite carbonare.

### Epoca contemporanea
Negli anni della seconda guerra mondiale, tra il 1940 e il 1943, Sant'Angelo dei Lombardi fu uno dei comuni della Campania destinati dalle autorità fasciste ad accogliere profughi ebrei in internamento civile. Gli internati furono liberati con l'arrivo dell'esercito alleato nel settembre 1943.

### Il sisma del 23 novembre 1980
Sant'Angelo fu uno dei paesi più colpiti dal terremoto dell'Irpinia del 1980. Definita "la capitale del terremoto", fu il paese in cui si registrò il maggior numero di vittime, 482. Quattro i luoghi "simbolo": l'ospedale con il crollo di un'intera ala, il palazzo Japicca, che ospitava 25 famiglie, al cui piano terra era presente un locale (Bar Corrado), punto di ritrovo degli sportivi che al momento della prima scossa delle 19:34 stavano assistendo in massa ad un incontro di calcio trasmesso in TV, il circolo ricreativo presso cui, tra gli altri, trovò la morte il giovane sindaco Guglielmo Castellano e il convento di Santa Maria delle Grazie, dimora delle suore che ospitava una trentina di orfanelli.

### Simboli
Il gonfalone è un drappo rettangolare di azzurro.

## Monumenti e luoghi d'interesse

### Duomo di Sant'Antonino martire
La chiesa fu costruita dai Normanni nel XII secolo, ed elevata presto a cattedrale quando Sant'Angelo divenne sede vescovile per volere di Gregorio VII. La Cattedrale subì vari restauri, tra cui quello del '500 e quello barocco dopo il terremoto del 1694. La chiesa ha la pianta basilicale con l'esterno medievale, un portale romanico decorato dalle statue di Cristo, San Michele e Sant'Antonino, e un campanile turrito. L'interno in sobrio barocco è a tre navate con cappelle laterali.

### Abbazia del Goleto
Fu costruita nel 1133 da Guglielmo da Vercelli, composta da due monasteri per gli uomini e le donne. Nel 1515 l'ordine femminile si estinse, e l'abbazia fu unita a quella di Montevergine. Il monastero per tutto il Medioevo fu florido, e riprese il suo prestigio nel Settecento, quando fu realizzata una nuova chiesa da Domenico Antonio Vaccaro. Quest'ultima chiesa è andata quasi distrutta col terremoto del 1980, ed oggi è stata trasformata in sito archeologico, mentre il monastero originale è ancora intatto. Si ammirano il giardino interno con gli altari, la torre medievale della badessa Febronia (1152), la chiesa inferiore a cappella funebre con due navate, la Cappella di San Luca e la chiesa medievale.

### Castello Lombardi
Fondato nel X secolo, domina il centro, appartenendo alla famiglia Lombardi di Benevento, che ha contribuito allo sviluppo e alla protezione del borgo. Il castello fu fortificato nel 1076, e nei secoli successivi venne trasformato all'interno in residenza gentilizia. Gran parte delle ristrutturazioni sono andate distrutte  nel 1980, e così il castello è stato restaurato, riassumendo una connotazione medievale di struttura fortificata. Ha pianta rettangolare irregolare, caratterizzata da un imponente torrione di accesso, con una seconda minore in rientranza, legata allo spicchio murario del lato a destra dell'accesso. Il castello è sede dell'archivio e museo di sé stesso.
Nella sala principale c'é un grande quadro raffigurante Adamo Lombardi, primo proprietario del castello e fondatore del borgo.

## Società

### Evoluzione demografica
Abitanti censiti

## Infrastrutture e trasporti

### Strade
Il comune è attraversato dalla strada statale 425 di Sant'Angelo dei Lombardi, oltre che da diverse strade provinciali.

### Ferrovie
Il comune è servito dalla stazione di Sant'Angelo dei Lombardi, sulla ferrovia Avellino-Rocchetta Sant'Antonio, attiva per soli treni storici e/o turistici.

### Mobilità urbana
Il comune è collegato ai centri limitrofi da autolinee di AIR Campania.

## Amministrazione

### Sindaci
| Periodo | Periodo   | Primo cittadino        | Partito                                               | Carica                    | Note |
| ------- | --------- | ---------------------- | ----------------------------------------------------- | ------------------------- | ---- |
| 1995    | 1999      | Rosa Anna Maria Repole | PPI                                                   | Sindaco                   |      |
| 1999    | 2007      | Antonio Petito         | centrosinistra                                        | Sindaco                   |      |
| 2007    | 2008      | Silvana Tizzano        |                                                       | Commissario straordinario |      |
| 2008    | 2013      | Michele Forte          | centrodestra                                          | Sindaco                   |      |
| 2013    | 2018      | Rosa Anna Maria Repole | lista civica Insieme per il futuro                    | Sindaco                   |      |
| 2018    | 2023      | Marco Marandino        | lista civica La nostra Sant'Angelo                    | Sindaco                   |      |
| 2023    | in carica | Rosa Anna Maria Repole | lista civica Sant'Angelo dei Lombardi Comunità Attiva | Sindaco                   |      |

### Altre informazioni amministrative
Il territorio fa parte della Comunità montana Alta Irpinia.